# Иштугановский сельсовет
Иштугановский сельсовет — муниципальное образование в Мелеузовском районе Башкортостана.
Административный центр — деревня Иштуганово.

## История
Согласно Закону о границах, статусе и административных центрах муниципальных образований в Республике Башкортостан имеет статус сельского поселения.

## Население
| 2002 | 2009 | 2010 | 2012 | 2013 | 2014 | 2015 |
| ---- | ---- | ---- | ---- | ---- | ---- | ---- |
| 652  | ↗748 | ↘686 | ↘660 | ↘632 | ↘619 | ↘611 |
| 2016 | 2017 | 2018 |      |      |      |      |
| ↘594 | ↘593 | ↘583 |      |      |      |      |

## Состав сельского поселения
| № | Населённый пункт | Тип населённого пункта          | Население |
| - | ---------------- | ------------------------------- | --------- |
| 1 | Иштуганово       | деревня, административный центр | ↘339      |
| 2 | Сыртланово       | деревня                         | ↘335      |
| 3 | Серять           | хутор                           | ↘8        |
| 4 | Березовский      | хутор                           | ↘4        |

### Упразднённые населённые пункты
- Акбута — хутор. Упразднён в 2006 году Законом Республики Башкортостан от 21.06.2006 № 329-з «О внесении изменений в административно-территориальное устройство Республики Башкортостан в связи с образованием, объединением, упразднением и изменением статуса населенных пунктов, переносом административных центров».
- Иштугановской — хутор. Упразднён Указом Президиума ВС БАССР от 31.10.1968 № 6-2/180 «Об исключении некоторых населенных пунктов из учётных данных по административно-территориальному делению БАССР».
- Ибрагимово — хутор. Упразднён Указом Президиума ВС БАССР от 31.10.1968 № 6-2/180 «Об исключении некоторых населенных пунктов из учётных данных по административно-территориальному делению БАССР».
- Кинзябаево — хутор. Упразднён Указом Президиума ВС БАССР от 31.10.1968 № 6-2/180 «Об исключении некоторых населенных пунктов из учётных данных по административно-территориальному делению БАССР».
- Кузнецовский — хутор. Упразднён Указом Президиума ВС Башкирской АССР от 29.01.1987 № 6-2/62 «Об исключении из учётных данных некоторых населенных пунктов»
- Савка — хутор. Упразднён Указом Президиума Верховного Совета БАССР от 29.03.1972 № 6-2/37.

## Известные уроженцы
- Сайранов, Садык Уильданович (15 мая 1917 — 21 октября 1976) — участник боёв на реке Халхин-Гол в 1939 году и Великой Отечественной войны, Герой Советского Союза[12][13][14].